# Eklora, Basavakalyan
Eklora là một làng thuộc tehsil Basavakalyan, huyện Bidar, bang Karnataka, Ấn Độ.